# متمايز

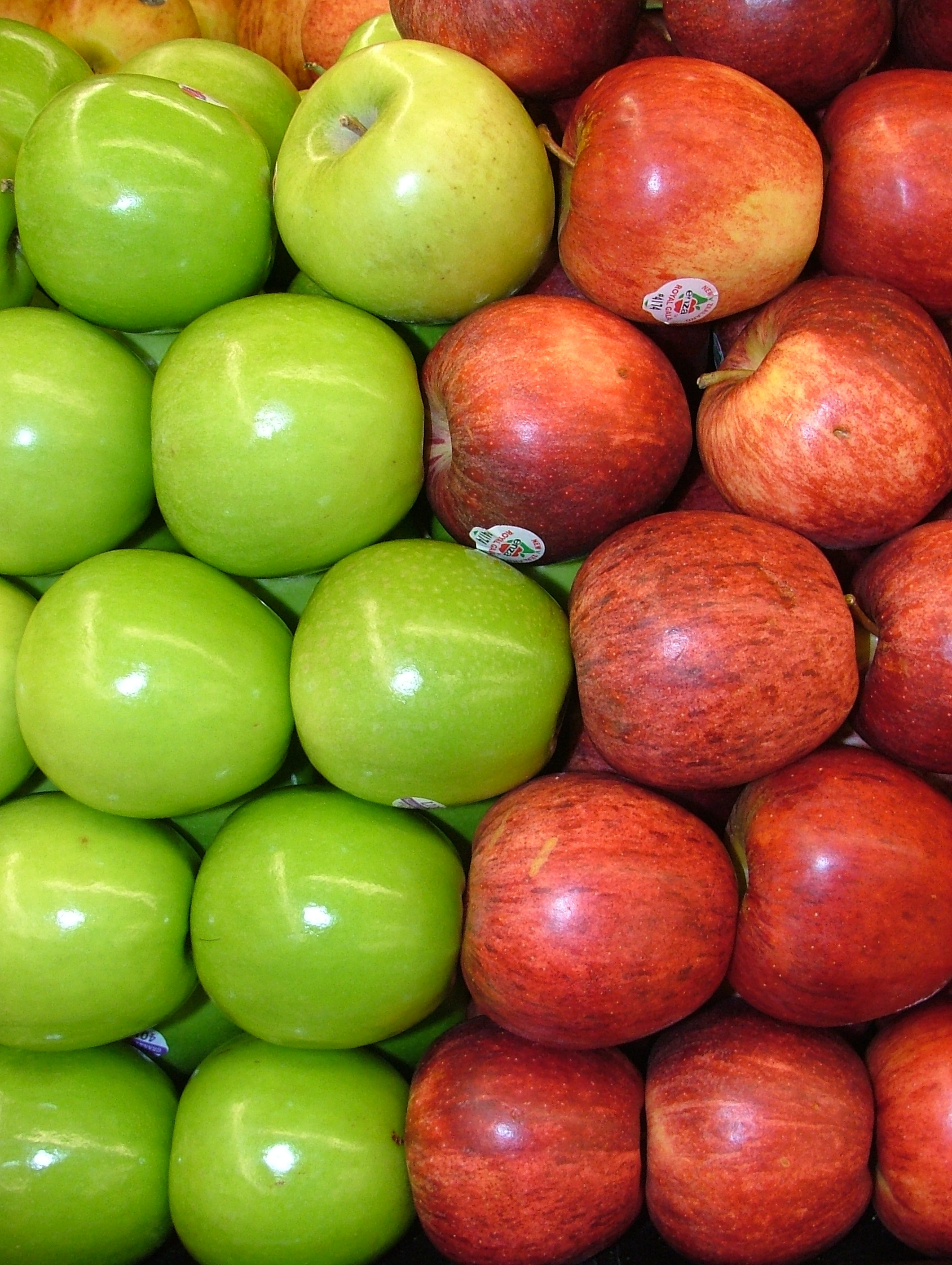

في الرياضيات، يكون شيئان متمايزين (بالإنجليزية: Distinct)‏ إذا كانا غير متساويين.

## مثال
في حقل الأعداد العقدية تمتلك معادلة ما من الدرجة الثانية دائماً جذرين. على سبيل المثال، بحل المعادلة x2 − 3x + 2 = 0 نجد أنها تمتلك جذرين هما x = 1 وx = 2 وبما أنهما ليسا متساويين فهما جذران متمايزان.
أما بحل المعادلة x2 − 2x + 1 = 0 نجد أنها تمتلك جذرين متساويين x = 1 و x = 1 فهما جذران غير متمايزين.